# ミャッサン
ミャッサン（ビルマ語: မြတ်စံ、1736年もしくは1737年 - 1824年頃）は、ミャンマーのコンバウン時代の長官であり詩人である。 
彼は、ピョッ（ပျို့）、モーゴン（မော်ကွန်း）、ヤドゥ（ရတု）など様々な種類の詩15編と詩文論を書いた。

## 生涯
ミャッサンは当時の国王だったシンピューシンによってメザ丘のタイプ地に追放された。そこで追放されたことに対する悲しみを描いた「メー・ザー・タウン・ジェイ」(မဲဇာတောင်ခြေ)と「ウェ・ショーン・サン・ダー」(ဝေရွှန်းစန္ဒာ)という2つの有名なヤドゥを書いた。この詩は王の心を感動させ、2ヶ月後にミャッサンを召喚して宮廷に復帰させた。